# Circuito Brasileiro de Voleibol de Praia Masculino Sub-23 de 2015
O Circuito Brasileiro de Voleibol de Praia Sub-23 de 2015, também chamado de Circuito Banco do Brasil de Vôlei de Praia Sub-23, foi a quarta edição da principal competição nacional de Vôlei de Praia na categoria Sub-23 na variante masculina, iniciado em 19 de maio de 2015.

## Resultados

### Circuito Sub-23
| Evento                                                             | Ouro                            | Prata                           | Bronze                             | Quarto lugar                       |
| 1ª Etapa Chapecó, São Paulo 19 a 21 de maio de 2015.               | Eduardo Davi Arthur Lanci       | / Vinícius Freitas Matheus Baby | / George Wanderley Leonardo Morais | Gabriel Gouveia Igor Borges        |
| 2ª Etapa Campo Grande, Mato Grosso do Sul 9 a 11 de junho de 2015. | Jonas Fidélis Matheus Maia      | / Vinícius Freitas Matheus Baby | Eduardo Davi Arthur Lanci          | / George Wanderley Leonardo Morais |
| 3ª Etapa Vitória, Espírito Santo 30 de junho a 2 de julho de 2015  | / Vinícius Freitas Matheus Baby | Jonas Fidélis Matheus Maia      | Eduardo Davi Arthur Lanci          | / George Wanderley Leonardo Morais |
| 4ª Etapa Rio de Janeiro, Rio de Janeiro 4 a 6 de agosto de 2015    | Jonas Fidélis Matheus Maia      | Eduardo Davi Arthur Lanci       | / Vinícius Freitas Matheus Baby    | Gabriel Gouveia Igor Borges        |
| 5ª Etapa Salvador, Bahia 8 a 10 de setembro de 2015                | Eduardo Davi Arthur Lanci       | / Vinícius Freitas Matheus Baby | Jonas Fidélis Matheus Maia         | Gabriel Gouveia Igor Borges        |
| 6ª Etapa Brasília, Distrito Federal 13 a 15 de outubro de 2015     | Eduardo Davi Arthur Lanci       | / Vinícius Freitas Matheus Baby | Jonas Fidélis Matheus Maia         | Vitor Micael Luccas Giovany        |